# Väktarns rop i natten skallar
Väktarns rop i natten skallar är en psalm med text skriven 1513 av Hans Sachs. Musik skrives till texten 1599 av Philipp Nicolai, som även bearbetade texten samma år. 1984 bearbetades texten av Britt G Hallqvist.

## Publicerad i
- Den svenska psalmboken 1986 som nr 632 under rubriken "Framtiden och hoppet - Kristi återkomst".
- Psalmer och Sånger 1987 som nr 743 under rubriken "Framtiden och hoppet - Kristi återkomst".[1]